# 飛馬座υ
飛馬座υ，又名BD+22 4833，HD 220657、SAO 91253、HR 8905，是飛馬座的一颗恒星，视星等为4.4，位于銀經98.55，銀緯-35.36，其B1900.0坐标为赤經23h 20m 23.2s，赤緯+22° -35.36′ 13″。